# Olympus PEN E-PL5
Olympus PEN E-PL5, ohlášený v září 2012, je bezzrcadlovka systému mikro 4/3. Jedná se o čtvrtý model firmy Olympus v řadě PEN Lite a její celkově desátý přístroj systému mikro 4/3. Byl představen jako nástupce modelu Olympus PEN E-PL3 společně s jednodušším modelem Olympus PEN E-PM2, s nímž sdílí řadu komponent i vlastností.

## Popis
Jedná se o typického představitele řady PEN Lite s kompaktními rozměry, poměrně jednoduchým ovládáním a středně početnými ovládacími prvky.
E-PL5 je osazen 16Mpix snímačem shodným s tehdejším špičkovým modelem Olympus OM-D E-M5, který představoval významný vzestup v kvalitě obrazu proti E-PL3. Na rozdíl od E-M5 je ovšem stabilizován jen ve dvou osách (posuny do stran, chybí otáčení a naklápění snímače).
Druhou významnou novinkou, kterou přinesl do řady PEN Lite, je dotykový displej s úhlopříčkou 3". Lze jej použít jak k nastavení přístroje, tak k fotografování.

## Rozdíly
Nejvýznamnější rozdíly proti předchozímu modelu E-PL3 jsou:
- nový snímač s vyšším rozlišením a vyšší citlivostí
- dotykový displej
- větší rychlost sériového snímání

Ve srovnání se sesterským modelem E-PM2 má E-PL5 navíc:
- výklopný displej
- otočný volič režimů

## Ocenění
Fotoaparát získal ocenění TIPA Awards 2013 v kategorii Dostupný systémový kompakt.